# Mengistu Haile Mariam
Mengistu Haile Mariam (amharică መንግሥቱ ኀይለ ማሪያም, n. 21 mai 1937, Galla-Sidamo Governorate⁠(d), Italian East Africa⁠(d)) este un politician comunist și fost ofițer militar din Etiopia, care a condus acest stat din 1977 până în 1991. Între anii 1977 și 1987 a fost liderul Derg, o juntă militară marxistă provizorie, iar între 1987 și 1991 a fost președintele Republicii Populare Democrate Etiopia și secretarul-general al Partidului Muncitoresc din Etiopia.
Inițial locotenent-colonel în Armata Imperială Etiopiană, Mengistu Haile Mariam a organizat o lovitură de stat în 1974, ce l-a înlăturat pe împăratul Haile Selassie, ulterior ucigându-l. El și-a epurat rivalii din junta militară socialistă Derg și a condus Etiopia într-un mod totalitar, încercând să transforme economia feudală a țării într-una modernă prin politici marxist-leniniste precum naționalizarea pământurilor. În timpul consolidării puterii lui Mengistu, acesta a reprimat cu mână de fier și brutal opoziția după ce o grupare maoistă a încercat să-l asasineze. Se estimează că au murit în proces între 10 mii și 980 de mii de etiopieni.

Revoltele interne și opoziția față de Mengistu a dus la izbucnirea războiului civil din Etiopia. Pe plan extern, el a fost un susținător al URSS, primind ajutor sovietic în timpul războiului contra Somaliei lui Siad Barre. Foametea din Etiopia din 1983-1985 (în care au murit între 300 de mii și 1,2 milioane de civili) a adus guvernul lui Mengistu în atenția internațională, fiind acuzat că a fost organizată de statul comunist etiopian împotriva civililor din regiunile Tigray și Wollo, aceste zone fiind controlate de rebeli. Numeroase țări și organizații au trimis ajutor Etiopiei comuniste pentru a ameliora criza (inclusiv celebrul concert caritabil Live Aid, organizat de Bob Geldof), însă atât regimul etiopian, cât și organizațiile rebele, au fost acuzate că au folosit fondurile pentru propriile interese.
Mengistu Haile Mariam a fugit în 1991 în Zimbabwe, pe atunci condus de Robert Mugabe, după ce rebelii au cucerit capitala etiopiană Addis Ababa, punând capăt războiului civil etiopian. Haile Mariam încă trăiește în Harare, deși a fost condamnat la moarte în Etiopia pentru genocid in absentia, Zimbabwe refuzând să-l extrădeze.